# Chloraminophenamid
Chloraminophenamid (Trivialname) ist eine chemische Verbindung aus der Gruppe der Sulfonamide.

## Gewinnung und Darstellung
Chloraminophenamid wurde erstmals 1960 von Frederick C. Novello et al. synthetisiert. Das Edukt meta-Chloranilin wurde dabei in einem ersten Schritt langsam unter Eiskühlung in einem zwölffachen Überschuss an Chlorschwefelsäure aufgelöst und dann portionsweise Natriumchlorid zugegeben. Währenddessen wurde die Temperatur bis 150 °C hochgefahren und bei dieser etwa 2 h belassen. Das ergab das doppelte Sulfonylchlorid, welches in einem zweiten Schritt mit Ammoniak zum Produkt umgesetzt wurde (Nukleophile Substitution).